# Xavi Jiménez
Javier Jiménez Santafé est un footballeur espagnol né le 21 janvier 1979 à Santa Coloma de Gramenet.

## Carrière
- 1998-99 : Gramenet Unió Esportiva Atlètica  Espagne
- 1999-00 : Villarreal CF  Espagne
- 2000-01 : Elche CF  Espagne
- 2001-02 : Villarreal CF  Espagne
- 2002-03 : CD Onda  Espagne
- 2003-04 : Gramenet Unió Esportiva Atlètica  Espagne
- 2004-05 : Recreativo de Huelva  Espagne
- 2005-06 : Recreativo de Huelva  Espagne
- 2006-07 : CF Murcia  Espagne
- 2007-08 : Recreativo de Huelva  Espagne